# Condado de Overton
O Condado de Overton é um dos 95 condados do Estado estadunidense do Tennessee. A sede do condado é Livingston, e sua maior cidade é Livingston. O condado possui uma área de 1 126 km² (dos quais 4 km² estão cobertos por água), uma população de 20 118 habitantes, e uma densidade populacional de 18 hab/km² (segundo o censo nacional de 2000). O condado foi fundado em 1806.